# عطية صقر
عطية محمد عطية صقر (22 نوفمبر 1914 - 9 ديسمبر 2006) هو عالم مسلم وفقيه مصري، شغل منصب رئيس لجنة الإفتاء بالأزهر وعضوًا بالمجلس الأعلى للشؤون الإسلامية وعضو سابق في مجلس الشعب ومجلس الشوري المصري.

## نشأته
ولد الشيخ عطية صقر في الأحد 4 من المحرم 1333 هـ الموافق 22 من نوفمبر 1914 م قرية بهنباي بمركز الزقازيق بمحافظة الشرقية بمصر، حفظ القرآن الكريم وعمره تسع سنوات، وجوَّده بالأحكام وعمره عشر سنوات، والتحق بالمدرسة الأولية بالقرية، ثم بمعهد الزقازيق الديني سنة 1928 م، وتخرج في كلية أصول الدين، وحصل منها على الشهادة العالية سنة 1941 م، والتحق بتخصص الوعظ، وحصل منه على شهادة العالمية مع إجازة الدعوة والإرشاد سنة 1943 م وكان ترتيبه فيهما الأول.

## عمله
عُيّن بالأوقاف فور تخرجه إمامًا وخطيبًا ومدرسًا، بمسجد عبد الكريم الأحمدي، بباب الشعرية بالقاهرة، في 16 من أغسطس سنة 1943م، ونقل إلى مسجد الأربعين البحري بالجيزة (عمار بن ياسر حاليًا) في فبراير سنة 1944م، ثم عُيّن واعظًا بالأزهر سنة 1945م في طهطا جرجاوية، ثم في السويس، ثم في رأس غارب بالبحر الأحمر، ثم في القاهرة، ورقي إلى مفتش، ثم مراقب عام بالوعظ، حتى أحيل إلى التقاعد في نوفمبر سنة 1979 م.

وعمل في أثناء ذلك مترجمًا للغة الفرنسية بمراقبة البحوث والثقافة بالأزهر سنة 1955م، ووكيلاً لإدارة البعوث سنة 1969م، ومدرسًا بالقسم العالي للدراسات الإسلامية والعربية بالأزهر، ومديرًا لمكتب شيخ الأزهر سنة 1970م، وأمينًا مساعدًا لمجمع البحوث الإسلامية.

وبعد التقاعد عمل مستشارًا لوزير الأوقاف، وعضوًا بالمجلس الأعلى للشؤون الإسلامية، وعضوًا بمجمع البحوث الإسلامية بالأزهر، ورئيسًا للجنة الفتوى، وانتخب عضوًا بمجلس الشعب سنة 1984م، وعُيّن عضوًا بمجلس الشورى سنة 1989م، ومديرًا للمركز الدولي للسُّنَّة والسيرة بالمجلس الأعلى للشؤون الإسلامية بالأوقاف سنة 1991 م.

## في مجال النشاط الخارجي
تعاقد مع وزارة الأوقاف بالكويت سنة 1972 م لمدة سبع سنوات، وسافر في رحلات إلى إيران، ثم أندونيسيا سنة 1971م، وليبيا سنة 1972م، والبحرين سنة 1976م، والجزائر سنة 1977م، كما سافر في مهمة رسمية بعد التقاعد إلى السنغال ونيجيريا وبنين والولايات المتحدة الأمريكية وباكستان وبنغلاديش والعراق، وزار باريس ولندن وماليزيا وبروناي وسنغافورة والاتحاد السوفيتي.

## في مجال النشاط العلمي
شارك الشيخ في البرامج الدينية بالإذاعة والتليفزيون، وتنشر له الصحف والمجلات، ويقوم بالخطابة والوعظ، ويعقد الندوات في دور التعليم والمؤسسات المختلفة، مع نشاطه في لجنة الفتوى، ومجمع البحوث الإسلامية، والمجلس الأعلى للشؤون الإسلامية، والرد على الاستفسارات الدينية تحريريًّا وشفويًّا.

## برامجه
كان له برنامج ثابت على التليفزيون المصري والإذاعة المصرية. ولا تزال قناة ماسبيرو زمان تعيد بث برامجه ضمن إعادة نشر تراث التليفزيون المصري. وكذلك إذاعة القرآن الكريم المصرية تقوم ببث برامجه عن الفتوى.

## أشهر فتاواه
عرف عنه مواقفه الجريئة وصدوعه بالحق، اتهموه بالرجعية فلم يعبأ، وصفوه بالتساهل فلم يهتم. وأشهر فتاواه الحكم بربوية الفوائد البنكية ودفاعه عن ختان الإناث بأنه بين الوجوب والاستحباب ولقي بسبب بعض فتاواه الكثير من المشاكل حتى جاءت فتواه الشهيرة بتحريم مصافحة المرأة الأجنبية أثناء برنامجه التلفزيوني «فتاوى وأحكام» مما تسبب حالة من الجدل والخلاف أدت إلى إيقاف البرنامج لفترة وأيضا في تنحيته عن منصب رئيس لجنة الفتوى بالأزهر عام 2002م 

## جوائزه
- جائزة المجلس الأعلى للشؤون الإسلامية
- وسام العلوم والفنون من الطبقة الأولى سنة 1983م
- نوط الامتياز من الطبقة الأولى سنة 1989م

## وفاته
توفي يوم 9 ديسمبر 2006م عن عمر يناهز ال 92 عاما في مركز الطب العالمي بالهايكستب -القاهرة ودفن في قريته بهنباي . 

## مؤلفاته
للشيخ عطية صقر أكثر من 31 مؤلفا علميا أهمها:
- الدعوة الإسلامية دعوة علمية: وهو الكتاب الحاصل على جائزة المجلس الأعلى للشؤون الإسلامية, كما أن له مجلد من 6 أجزاء حول الأسرة تحت رعاية الإسلام ومن مؤلفاته أيضا:
- دراسات إسلامية لأهم القضايل المعاصرة.
- الدين العالمى ومنهج الدعوة إليه.
- العمل والعمال في نظر الإسلام.
- الحجاب وعمل المرأة
- البابية والبهائية تاريخا ومذهبا
- فن إلقاء الموعظة

## وصلات خارجية
- صفحته على موقع طريق الإسلام.
- للشراء من موقع سوق النور مؤلفات عطية صقر